# Schulfarm Insel Scharfenberg
Die Schulfarm Insel Scharfenberg ist ein Internat auf der Insel Scharfenberg im Tegeler See in Berlin. Es wurde im Jahr 1922 durch Wilhelm Blume gegründet. Die Schule ist ein staatliches Ganztagsgymnasium mit angeschlossenem Internat sowie externen Schülern. 1994 wurden dort Außenaufnahmen der ZDF-Serie Unser Lehrer Doktor Specht gedreht.

## Geschichte

### Reformpädagogischer Schulversuch der Weimarer Republik
Auf Initiative Wilhelm Blumes, der Studienrat am Humboldt-Gymnasium (Berlin-Mitte, Gartenstraße 25, heute Hort der Papageno-Grundschule) war, wurden 1921 die „Untersekundaner“ des Gymnasiums den Sommer über auf der Insel unterrichtet, Blume setzte sich dabei mit Unterstützung der USPD-Stadträtin Klara Weyl gegen eine Direktion der Wasserwerke durch.
Das Humboldt-Gymnasium sprach sich 1922 gegen eine Wiederholung der „Sommerschule“ aus, und auf der Insel Scharfenberg wurde über den Versuchsschulausschuss der Stadt, dem Oberstadtschulrat Wilhelm Paulsen vorstand, ein städtisches Jungeninternat als Versuchsschule – quasi als „Privatschule des Magistrats Berlin“ – gegründet. Zu deren Leiter wurde Wilhelm Blume ernannt.
Im Jahr 1923 wurde der landwirtschaftliche Betrieb auf der Insel unter dem ehemaligen Blume-Schüler und Landwirt Paul Glasenapp mit Schülern als Helfern aufgenommen. Ab November 1923, als der letzte Pächter der Wasserwerke die Insel verließ, standen der Schule 93 Morgen (rund 23 Hektar) Land mit Ställen zur Verfügung. Eine Aufbauklasse aus Volksschülern wurde gegründet und die ersten Schüler erhielten ihr Abitur, noch in Externenprüfung, jedoch vor dem eigenen Kollegium.
Im folgenden Jahr wurde ein Teil der Scheune zu einem Speisesaal umgebaut. Auf dem Scheunenboden wurde ein Schlafsaal eingerichtet. 1927 wurden von Richard Ermisch ein Fährhaus und das „Blumehaus“ errichtet, in dem sich heute ein Unterrichtsraum für Musik mit zwei Übungsräumen, ein Zeichensaal, ein Fotolabor sowie verschiedene Werkstätten für Drucktechniken und Keramik befindet.
Die Schule wurde 1929 in eine städtische Schule mit eigenem Etat übergeleitet, 1930 erfolgte die Anerkennung als „staatliche Seminaranstalt zur Ausbildung von Studienreferendaren“.
Da sich die Schule zum Teil mit der Gemeinschaftsarbeit der Schüler selbst versorgte, konnte das Schulgeld relativ gering angesetzt werden. So kam es, dass der Anteil von Schülern aus dem Arbeitermilieu relativ hoch war. Der hohe Stellenwert der Gemeinschaftsarbeit ließ sich daran erkennen, dass Arbeitseinsätze (auch unangenehme Arbeiten) niemals als Strafe vergeben wurden; Strafe war immer Ausschluss von der Arbeit.
Besonders wichtig war es, dass die Scharfenberger Schüler über die sogenannte „Abendaussprache“, die Versammlung der Schüler und Lehrer, ein ungewöhnlich hohes Maß an Mitbestimmungsmöglichkeiten hatten – und beispielsweise darüber abstimmen konnten, ob neue Schüler bleiben durften oder zu gehen hatten. In einem zeitgenössischen Bericht heißt es dazu:

„Vom Gründungstag bis heute ist die einzige Instanz des Ge- und Verbietens auf der Insel die Versammlung ihrer Bewohner, die sogenannte Abendaussprache. Musik und Gesang eröffnen und schließen sie; zwischendurch wird Obst herumgereicht von Tisch zu Tisch, an denen man verteilt sitzt, wie beim Essen, ganz familiär; sind doch diese Abendaussprachen nicht so sehr als Parlamentsversammlungen, sondern aus verlängerten Tischunterhaltungen entstanden. Jetzt leitet sie etwas formeller ein Mitglied des von der Zweidrittelmehrheit gewählten Ausschusses, der aus einem Lehrer und drei Schülern bestehen soll; bei Beschlußfassungen haben Erwachsene und Schüler das gleiche Stimmrecht. Jeder kann Fragen aufwerfen oder vorher dem Ausschuß Anträge einreichen, die dieser ohne Vorzensur, wie sie etwa in Wickersdorf üblich ist, auf die Tagesordnung setzt. Wenn sie dem Ausschuß als gewichtig genug erscheint, lädt er zu einer Abendaussprache durch Anschlag an der Saaltür ein. In ihrem Mittelpunkt hat beispielsweise einmal die Frage gestanden: Was gefällt uns nicht an unseren Lehrern? Was den Lehrern nicht an ihren Schülern? […] Oder eine andere Abendaussprache beriet die beim Baden so vieler Jungen im freien See notwendigen Vorsichtsmaßregeln, bestimmte einige starke Schwimmer zu ‚Wapoleuten‘, über deren Reihe niemand hinausschwimmen darf, verlangte, daß immer ein Boot mit Rettungsring zur Stelle sei […]. Die Abendaussprachenbeschlüsse werden in der Schulgemeinde bekanntgegeben, nicht daß diese sie aufheben könnte, aber man legt Wert darauf, die Meinung der Eltern darüber zu hören. In besonders wichtigen Fälle hat auch die Abendaussprache die Entscheidung gemeinsamer Beschlußfassung vorbehalten. So war es bei der Aufhebung der Zensuren und bei der Annahme der Voraussetzungen für den Eintritt in die Schulfarm, deren letzter Satz lautet: ‚Sollte der Aufgenommene sich dem hier erstrebten Lebensstil nicht anzuschließen vermögen und das Stimmrecht innerhalb eines Jahres von der Zwei-Drittel-Mehrheit der Abendaussprache nicht erhalten, muß er abgehen.‘“

Die Schulfarm versuchte, einen Beitrag zur äußeren Schulreform zu leisten, indem sie ihren von den verschiedenen höheren Schulen kommenden Schülern alle damals möglichen Gymnasialabschlüsse anbot. Zusätzlich sollte sie vor allem durch Einrichtung einer Aufbaustufe für von Volksschulen abgehende Schüler das ihnen sonst kaum erreichbare Abitur ermöglichen. Ihr Ziel war somit, allen Kindern, unbeschadet ihrer sozialen Herkunft und ihres religiösen und politischen Bekenntnisses, die gleichen Bildungschancen zu gewähren.
Vor allem leistete die Schulfarm einen Beitrag zur inneren Schulreform – durchaus in einem Sinne, wie er von der aktuellen Schulforschung mit dem Begriff der „Guten Schule“ markiert wird.
So bot die Schule während der Weimarer Republik ein alternatives Unterrichtskonzept. Als Beispiel sei hier zunächst ihr eigenständiges „Kern-Kurs-System“ genannt. Ebenso wies sie ein reiches außerunterrichtliches Schulleben auf – durch ihre zahlreichen Schulreisen, Feste und Feiern, Musik- und Tanzveranstaltungen, durch gärtnerische, landwirtschaftliche und handwerkliche Betätigungen und vieles mehr. Sie realisierte ein einheitliches Schulkonzept, das in einer ganzheitlichen Erziehung und Bildung („Kopf, Herz und Hand“) gleichermaßen zu Selbstverantwortlichkeit (Entfaltung der Persönlichkeit) und zur Gemeinschaft (Entfaltung der Sozialität) und damit zu sozial gesinnten Persönlichkeiten erzog. In den Rahmen dieses Gesamtkonzeptes gehörte eine Schülermit- und -selbstverwaltung in einem Umfange, dass hier zu Recht von einem „radikaldemokratischen Freiheitsexperiment“ gesprochen werden kann oder von einem gelungenen Versuch einer „Erziehung zur Demokratie“.

### Widerstand und Gleichschaltung in der nationalsozialistischen Zeit

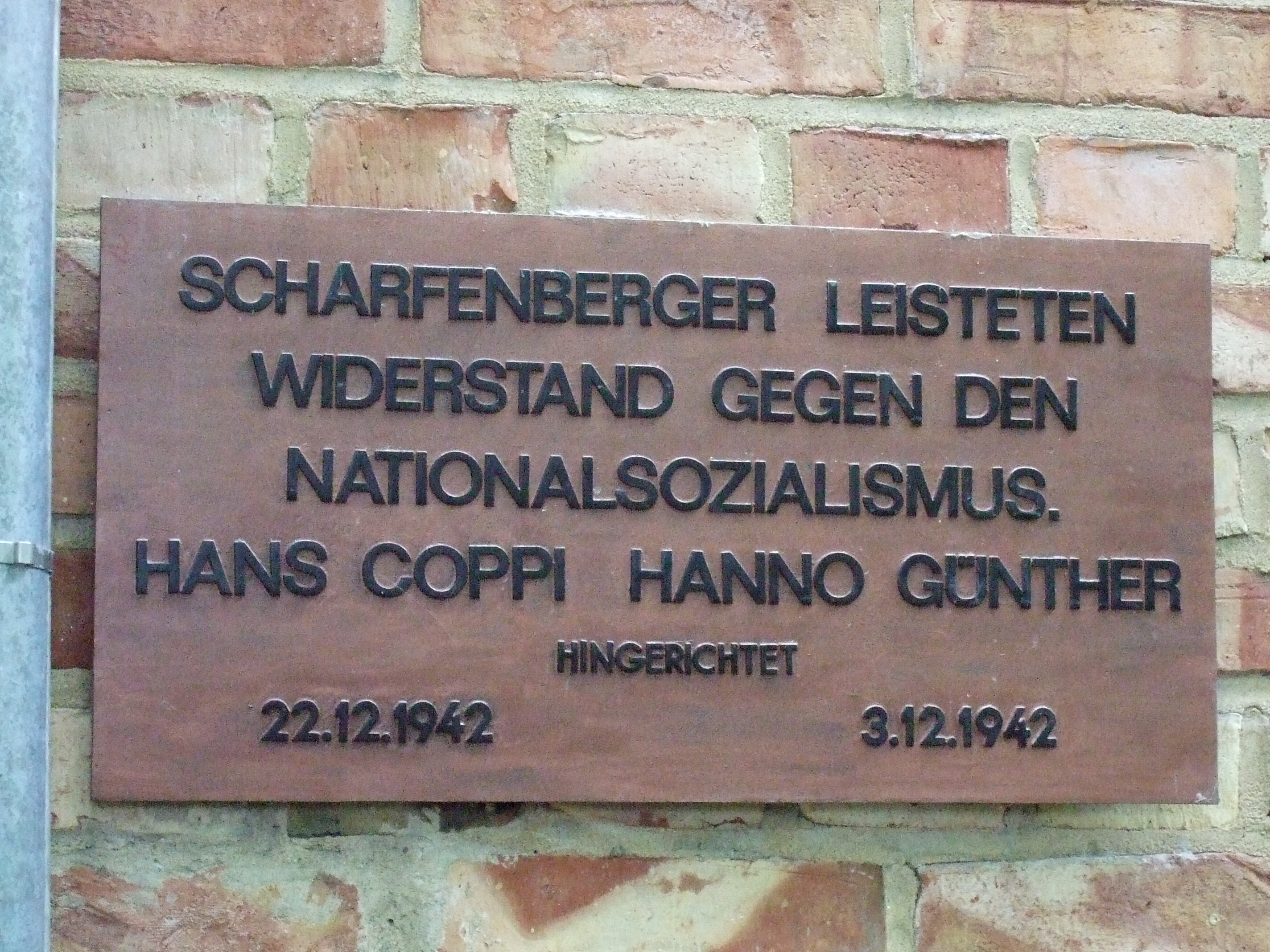
Gedenktafel am Blumehaus

In den Jahren 1932/1933 wurde die alte Hühnerfarm auf der Insel zum Treffpunkt einer kommunistischen Gruppe um den späteren Widerstandskämpfer Hans Coppi, zu der neben Heinrich Scheel und Hans Lautenschläger auch Ina Schreier gehörte, das erste Mädchen an der Reformschule Scharfenberg. Coppi wurde 1942 als Mitglied der Roten Kapelle von den nationalsozialistischen Machthabern in Plötzensee hingerichtet. Seit 1986 erinnert eine Gedenktafel auf der Insel Scharfenberg an Hans Coppi und Hanno Günther, der von 1934 bis 1935 die Schule besuchte und 1942 ebenfalls als Widerstandskämpfer in Plötzensee hingerichtet wurde.
Nach der „Machtergreifung“ durch die Nationalsozialisten übernahm der bereits 1933 als Internatsleiter eingesetzte Studienrat Felix Scholz, ein aktives Mitglied der NSDAP, die Schulfarm. Schüler, deren Haltung in nationalpolitischen Fragen ein Verbleiben auf der Insel nicht zulässt, wurden systematisch verdrängt. Wilhelm Blume, der inzwischen Schulleiter der Humboldtschule (Tegel) war, ermöglichte diesen jedoch Schulbesuch und Abitur auf der Humboldtschule. Ein neues Schulhaus, eine Turnhalle und Lehrerwohnhäuser entstanden.
Nach zwei Jahren im Amt stellte der Schulleiter Scholz 1936 in einem Bericht fest, dass die „Umwandlung der Städtischen Schulfarm Insel Scharfenberg in eine Pflanzstätte nationalsozialistischer Erziehung“ abgeschlossen sei. Zu Ostern 1938 erschien die kritische Abiturzeitung Der Kaktus als einziges von den Schülern ohne Kontrolle der Lehrer oder der Schulleitung herausgegebenes Dokument während der Zeit des Nationalsozialismus.
Zwischen 1940 und 1945 wurden die Schüler von Scharfenberg im Rahmen der Kinderlandverschickung in verschiedene Orte verlegt: von November 1940 bis März 1942 nach Brückenberg im Riesengebirge (heute: Karpacz Górny) sowie von April bis August 1942 nach Schüttenhofen im damaligen Protektorat Böhmen und Mähren (heute: Sušice in der Tschechischen Republik). Von September 1942 an fand der Unterricht wieder auf der Insel Scharfenberg statt. Vom 23. Oktober 1943 bis zum Herbst 1944 mussten die Schüler und Lehrer in Wiek auf Rügen, danach in Fischerkaten in Pommern, gelegen zwischen Cammin und Kolberg, ihren Unterricht absolvieren. Ab März 1945 bis zum Kriegsende im Mai befand sich die Schule in Wichmannsdorf in Mecklenburg, wenige Kilometer vom Ostseebad Kühlungsborn entfernt.

### Nachkriegszeit
Bereits am 12. Mai 1945 erhielt Wilhelm Blume von der Reinickendorfer Bezirksverwaltung den Auftrag zur Wiedereinrichtung der Schulfarm. Der Schulbetrieb wurde am 19. September desselben Jahres mit 70 Jungen und drei Lehrkräften wieder aufgenommen. Blume war dabei gleichzeitig Direktor der Humboldtschule und der Schulfarm.
Zum Schuljahresbeginn Ostern 1946 kamen erstmals 25 Mädchen nach Scharfenberg, 1947 erhöhte sich die Zahl nochmals auf 31. Am 21. November 1946 wurde die Pädagogische Hochschule in Berlin gegründet und Wilhelm Blume wechselte als Gründungsrektor dorthin. Nachfolger Blumes an der Schulfarm wurde zunächst im Mai 1947 Hans Otto Eberl, der Studienassessor bei Blume an der Humboldtschule gewesen war. Dieser erkrankte jedoch bald schwer und schied im Oktober 1947 aus, um später die Leitung anderer Berliner Schulen zu übernehmen und auch als Lyriker hervorzutreten. An seine Stelle trat der ehemalige Schüler (vor 1933) Heinrich Scheel, während an der Humboldtschule Wilhelm Richter auf Blume folgte. Anfang 1949 wurde auf Initiative von Heinrich Scheel sein Schulfreund Wolfgang Pewesin Schulleiter auf Scharfenberg, da sich Heinrich Scheel nach der Spaltung Berlins als Überlebender der Widerstandsgruppe Rote Kapelle nicht in der Lage sah, im Amt zu bleiben.
Nach dem Ausscheiden Scheels als Schulleiter verließen etwa 30 Schüler die Schulfarm und besuchten fortan eine neu eingerichtete Internatsschule im Landkreis Templin, die auch als „Ost-Scharfenberg“ bezeichnet wird, für die Scheel selbst aber nicht zur Verfügung stand. Diese Schule wurde im März 1949 in Döllnkrug in der Gemeinde Bebersee eröffnet und im September 1949 nach Himmelpfort verlegt. Zu den Schülern „Ost-Scharfenbergs“ in Himmelpfort gehörten der Schauspieler Jürgen Holtz und der Schriftsteller Ulrich Plenzdorf. Anfang 1952 wurde „Ost-Scharfenberg“ aufgelöst.

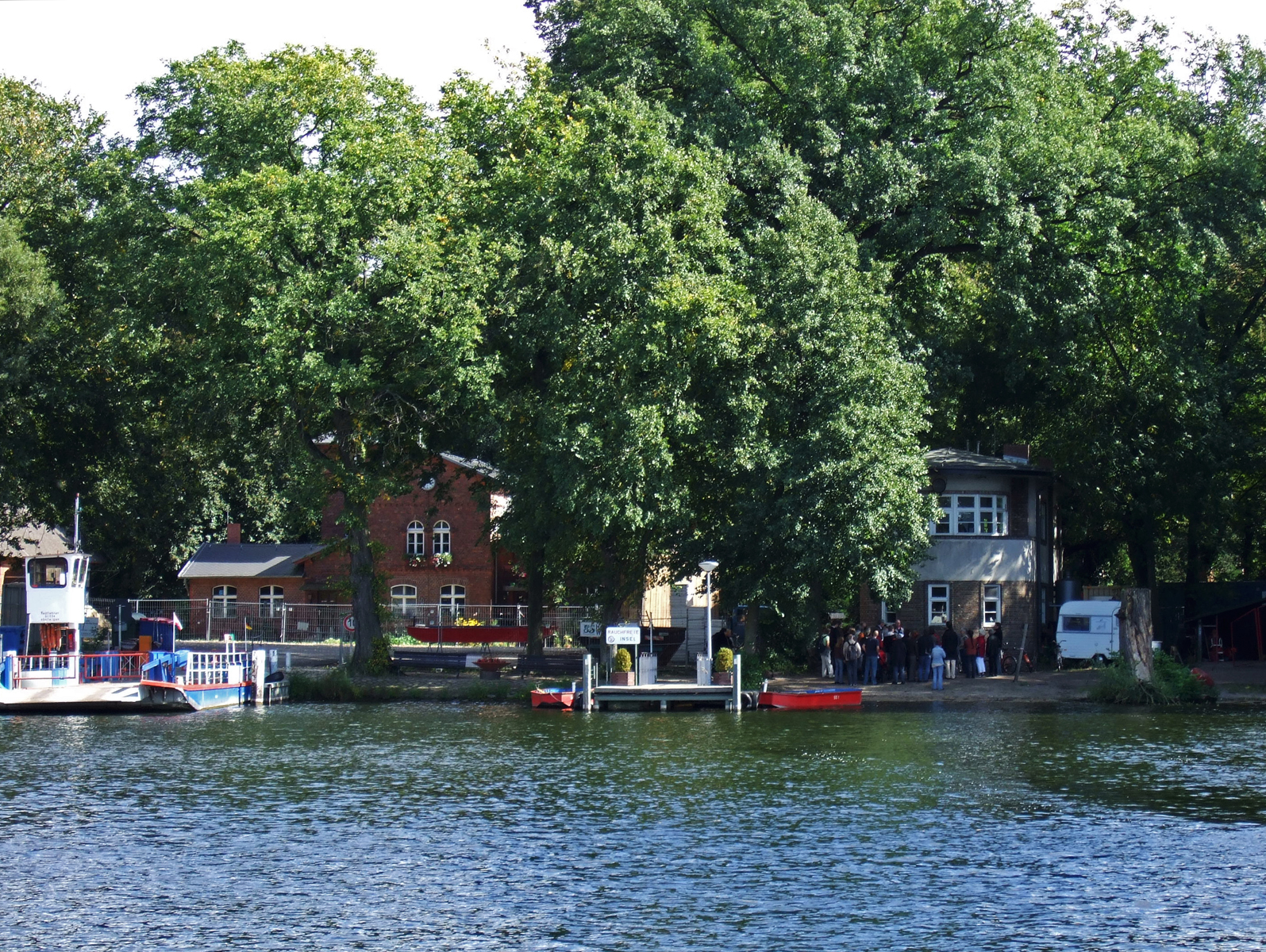
Fähranlegestelle (links), Fährhaus von Richard Ermisch 1927–1928 (rechts)

Im Jahr 1951 fand auf der Insel das erste Abitur nach dem Krieg statt. In den 1950er und 1960er Jahren wurden die Schulgebäude ausgebaut; so wurde das Schulhaus 1954–1955 aufgestockt und vergrößert, 1956–1957 wurden sieben Schülerhäuser gebaut und 1958 das alte Bollehaus gesprengt. 1961 wurde das neue Zentralgebäude fertiggestellt und eingeweiht. 1964 wurde die alte Seilzugfähre durch eine Motorfähre ersetzt.
1995 wurden Insel und Internat bundesweit bekannt, als sie Schauplatz der dritten Staffel der ZDF-Erfolgsserie Unser Lehrer Doktor Specht waren. In der Fiktion der Serie heißt die Insel ‚Krähenwerder‘.
Zum ersten Mal konnten 1999 zwei siebte Klassen eingerichtet werden. Im 80. Jahr ihres Bestehens wurden 2002 erstmals drei siebte Klassen an der Schule aufgenommen sowie das Ganztagsangebot verstärkt.
Der Gesamtkomplex, bestehend aus Schule, Heim, Werkstatt, Wohnhaus, Wirtschaftshof, Scheune und Stall, ist ein gelistetes Baudenkmal.

## Ehemalige Lehrer
- Walter Ackermann (1889–1978)
- Wilhelm Blume (1884–1970)
- Siegfried Kühl (1929–2015)
- Elisabeth Rotten (1882–1964)
- Heinrich Scheel (1915–1996)
- Ernst Sorge (1899–1946)
- Wilhelm Ziegelmayer (1898–1951)
- Daniel Zschätzsch (* 1982)

## Ehemalige Schüler
- Lia von Blarer (* 1992), Schauspielerin
- Hans Coppi (1916–1942), Widerstandskämpfer der Roten Kapelle
- Ina Ender (1917–2008), Widerstandskämpferin der Roten Kapelle
- Daniel Fehlow (* 1975), Schauspieler
- Peter Gresshoff, Professor, Naturwissenschaftler (Molekulargenetik der Leguminosen)
- Martin Grotjahn (1904–1990), Psychoanalytiker
- Hanno Günther (1921–1942), Widerstandskämpfer
- Gerhard Hardel (1912–1984), Schriftsteller
- Jürgen Holtz (1932–2020), Schauspieler
- Hans Lautenschläger, Widerstandskämpfer der Roten Kapelle
- Jutta Limbach (1934–2016), Rechtswissenschaftlerin, Politikerin und Präsidentin des Bundesverfassungsgerichts
- Gerhard Mertins (1919–1993), Mitglied der Waffen-SS und Waffenexporteur
- Karl Mundstock (1915–2008), Widerstandskämpfer und Schriftsteller
- Levi Penell (* 2000), Influencer
- Alan Posener (* 1949), Lehrer und Journalist
- Heinrich Scheel (1915–1996), Widerstandskämpfer der Roten Kapelle und Historiker, 1947–1949 selbst Schulleiter
- Josef Adolf Schmoll genannt Eisenwerth (1915–2010), Kunsthistoriker